# Tadeusz Witkowicz
Tadeusz Witkowicz, Tadeusz „Tad” Witkowicz (ur. 9 grudnia 1949 w Kodniu ) – polski przedsiębiorca.
Uczęszczał do szkoły średniej w Terespolu. W 1966 wyjechał z rodziną do Kanady, ukończył fizykę w Toronto, studiował też w Krakowie. Pracował kilka lat w kanadyjskim przemyśle telekomunikacyjnym, m.in. w Northern Telecom.

## Działalność
Założył i wprowadził na giełdę NASDAQ spółkę Artel Communication, którą kupił później koncern 3Com. Następnie Witkowicz utworzył spółkę Cross Comm (wycenioną na 351 mln USD), którą nabył Olicom. Potem stworzył trzecią firmę softwarową Adlex nabytą przez Compuware.
Założył fundusz Otago Capital inwestujący w firmy, które są w fazie zalążkowej.

## Autor książki
Napisał książkę o swoich sukcesach w biznesie Od nędzy do pieniędzy (2009).